# Meczet Omara Alego Saifuddiena
Meczet Omara Alego Saifuddiena (malajski Masjid Omar Ali Saifuddien) – oddany do użytku w 1958 roku meczet znajdujący się w Bandar Seri Begawanie, stolicy Brunei. Jeden z symboli miasta oraz kraju, upamiętniający postać sułtana Omara Alego Saifuddiena III nazywanego Architektem Nowoczesnego Brunei.

## Historia

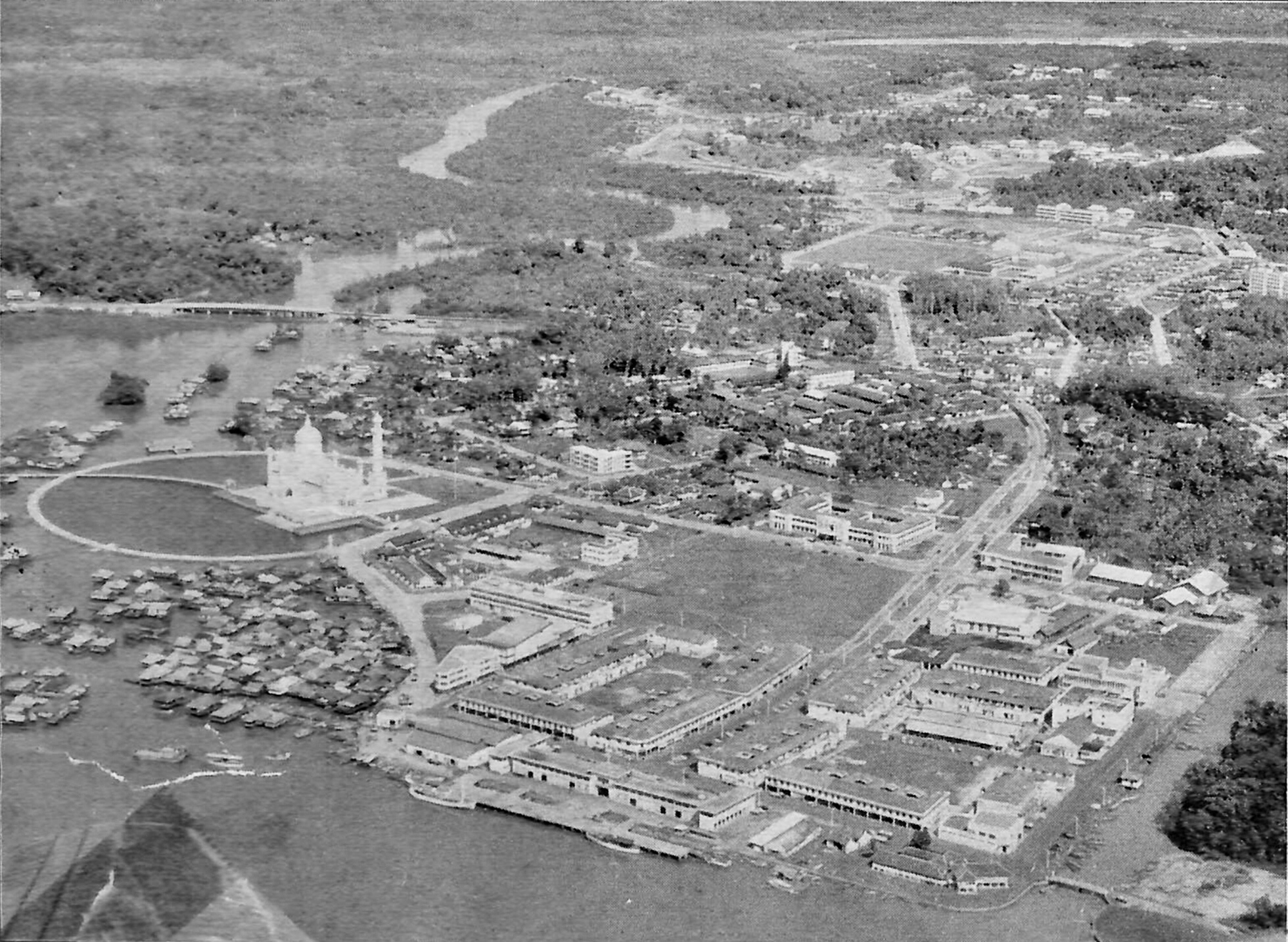
Zdjęcie lotnicze Brunei Town w 1960 roku. Meczet widoczny po lewej stronie

Przed II wojną światową jedynym meczetem znajdującym się w Brunei Town (mieście znanym obecnie jako Bandar Seri Begawan) był niewielki, wykonany z drewna i kryty azbestowym dachem meczet Marbut Pak Tunggal, zbudowany za czasów rządów sułtana Muhammada Jamalula Alama II, a zniszczony podczas japońskiej okupacji kraju. Wzniesiony na betonowych fundamentach budynek z minaretem znajdował się nad rzeką Brunei w pobliżu miejsca, w którym stoi współczesny meczet Omara Alego Saifuddiena. Po wojnie wybudowano tymczasowy meczet Kajang, mogący pomieścić do 500 osób, który również był konstrukcją drewnianą, krytą strzechą oraz liśćmi palmowymi i nipah. W przypadku większych zgromadzeń modlitwy odbywały się na świeżym powietrzu.
Do 1949 roku utworzono komitet do spraw budowy nowego narodowego meczetu, jako miejsce jego lokalizacji wskazując obszar w centrum miasta, u ujścia rzeki Kedayan do rzeki Brunei. Architektem zatrudnionym do wykonania projektu budowli był Włoch Rudolfo Nolli, który podczas prac miał wykorzystać szkic sporządzony rzekomo przez samego sułtana. Szczegółowy plan architektoniczny przygotowało malezyjskie biuro architektoniczne Booty Edwards & Partners we współpracy z firmą konsultingową Steen, Sehested and Partners z Singapuru.

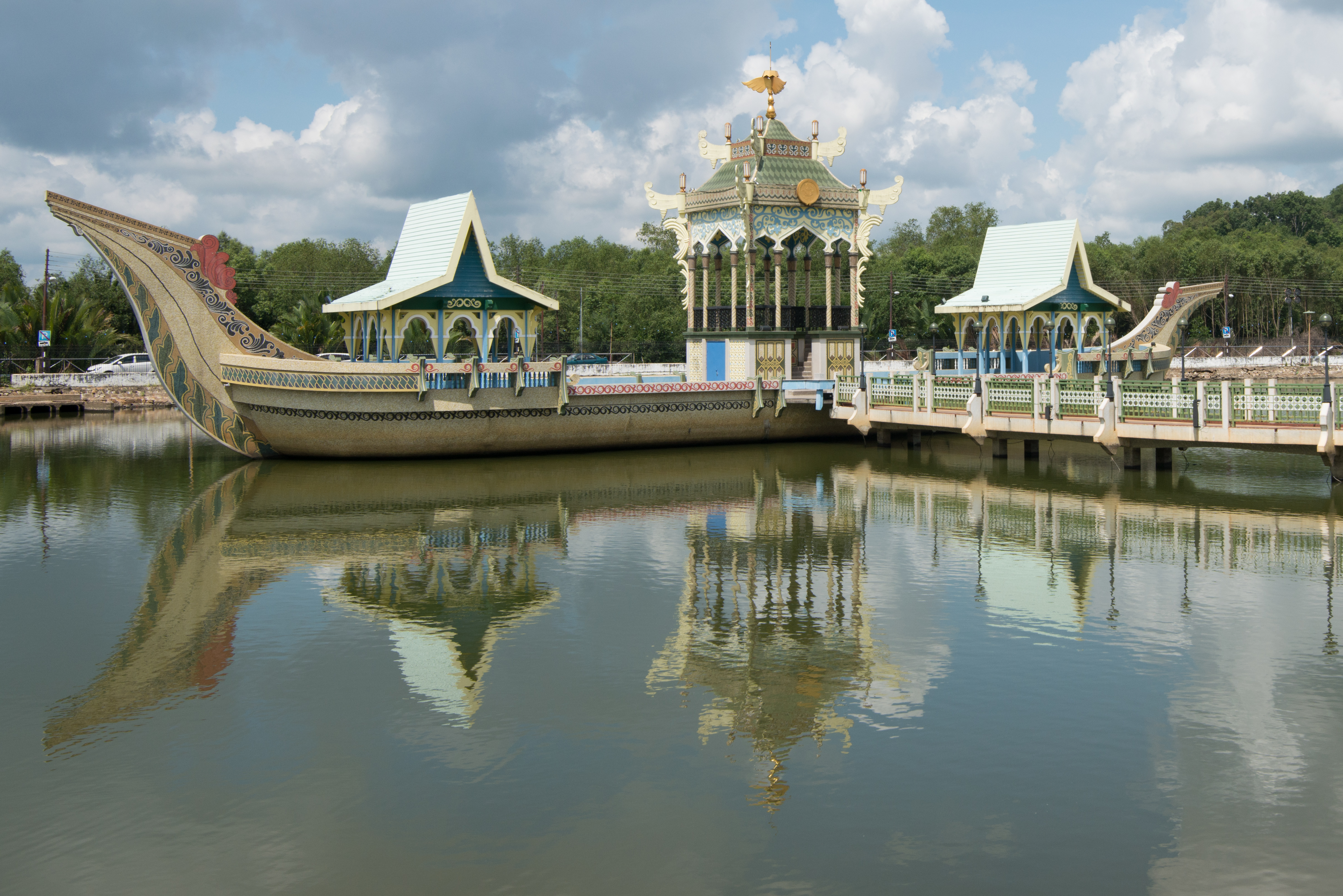
Barka ceremonialna na sztucznej lagunie przed meczetem (2014)

Prace nad budową meczetu rozpoczęły się 4 lutego 1954 roku i trwały 4 lata. Budynek uroczyście oddano do użytku 27 września 1958 roku w ramach obchodów 42. urodzin sułtana Omara Alego Saifuddiena III, na cześć którego obiekt został nazwany. Koszt jego budowy wyniósł między 7,7 a 9,2 mln lub nawet 10 mln dolarów brunejskich.
W 1967 roku na sztucznej lagunie otaczającej meczet wybudowano barkę ceremonialną będącą repliką XVI‑wiecznej barki Mahligai sułtana Bolkiaha.

## Architektura
Meczet znajduje się na terenie o powierzchni ok. 2 ha, ma ok 69 m długości, ok 26 m szerokości i 52 m wysokości. Może pomieścić do 3 tysięcy wiernych. Jego projekt inspirowany jest architekturą Wielkich Mogołów, w tym słynnego mauzoleum Tadż Mahal. Do budowy obiektu zużyto 1500 ton betonu i 700 ton stali. Wykorzystano również kosztowne materiały i surowce, takie jak: marmur karraryjski o wartości 200 tysięcy dolarów singapurskich, z którego wykonano podłogi, część ścian, kolumny oraz wieże świątyni; granity pochodzące z Szanghaju, ręcznie tkane dywany axminsterskie z Belgii i Arabii Saudyjskiej oraz angielskie witraże i żyrandole. Największy żyrandol w meczecie ma ok. 4,6 m średnicy, waży ponad 3 tony i składa się z 62 lamp fluorescencyjnych. Całość wieńczy pokryta złotem kopuła.

## Galeria

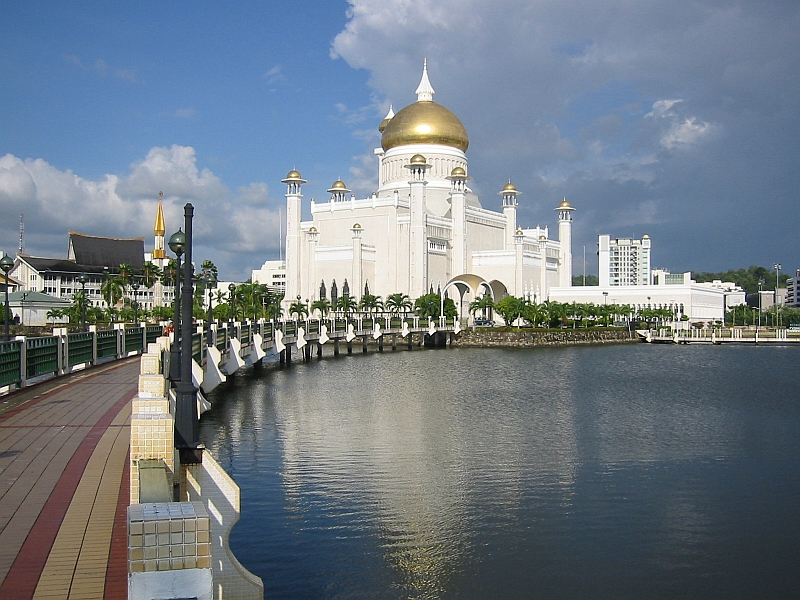
Meczet Omara Alego Saifuddiena w 2002 roku
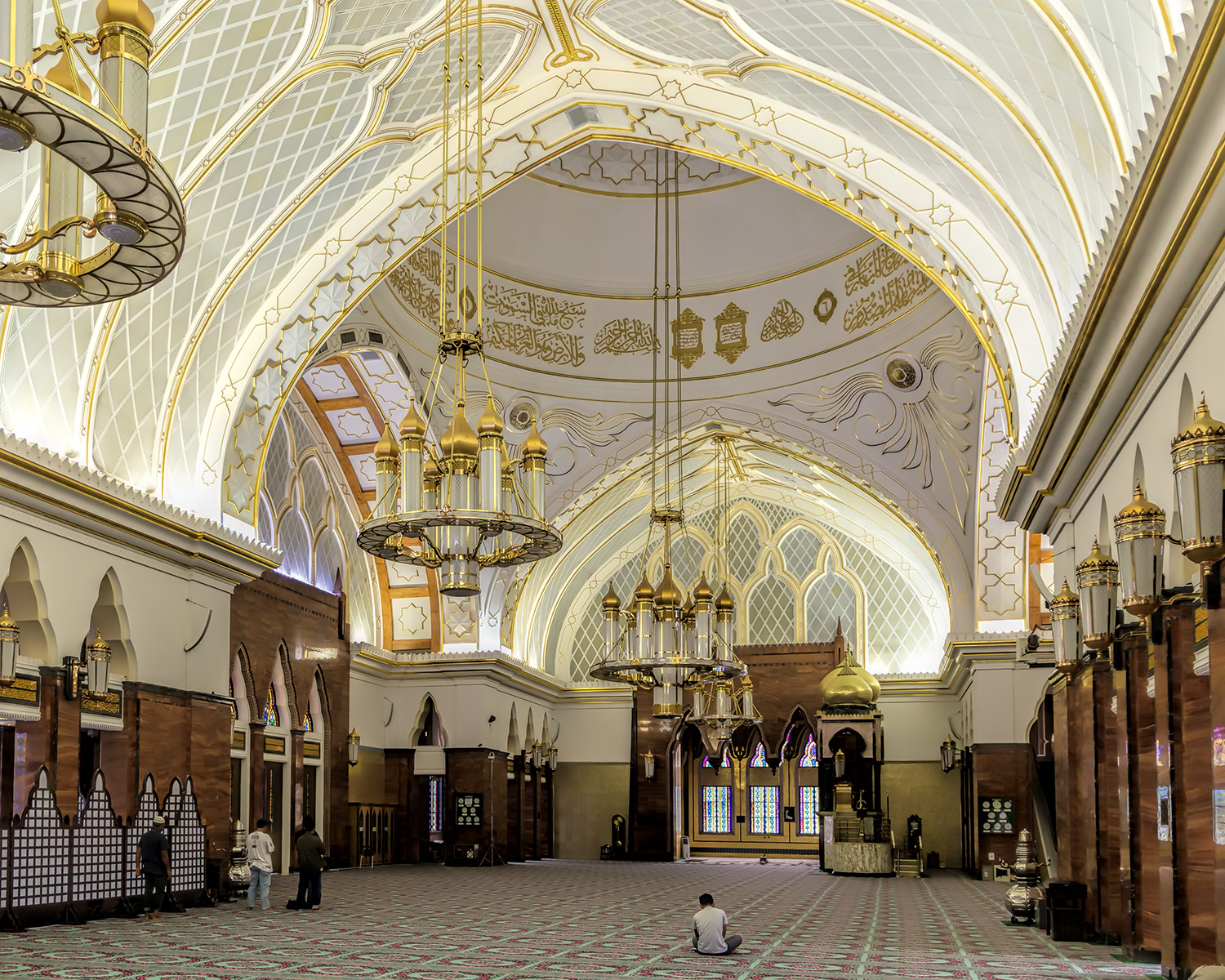
Wnętrze meczetu (2019)
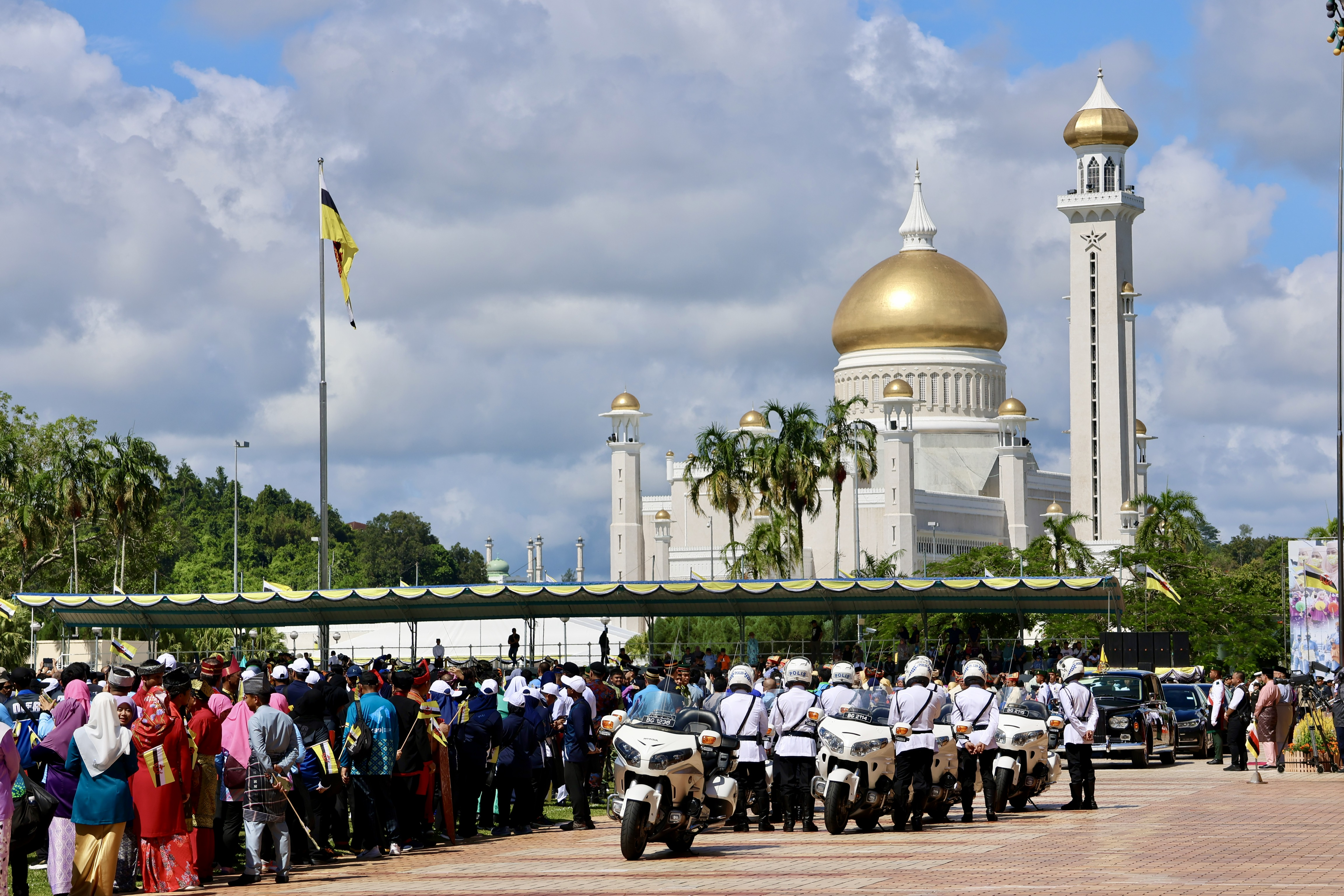
Obchody Święta Niepodległości; meczet w tle (2023)
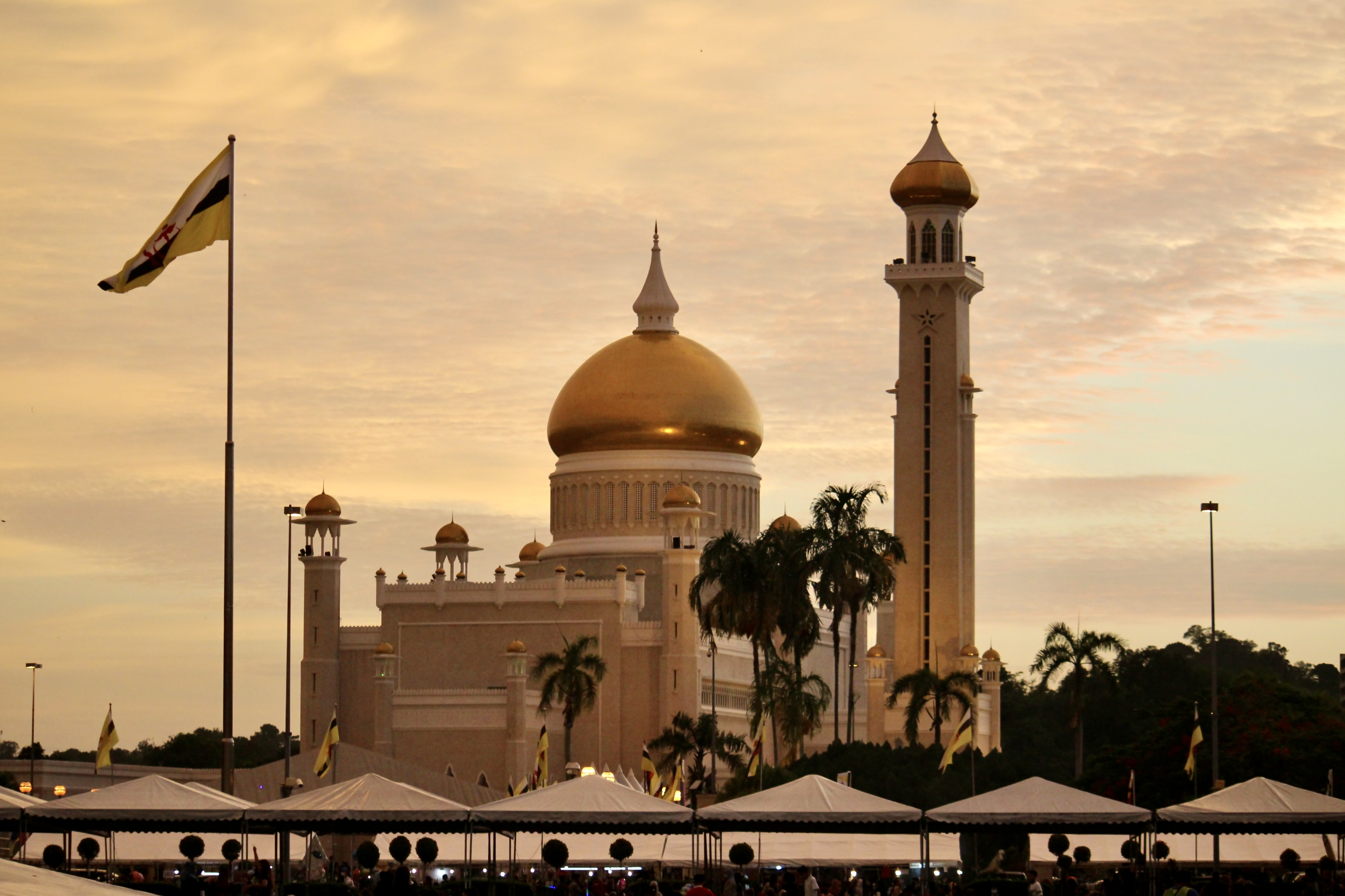
Meczet o zachodzie słońca (2022)
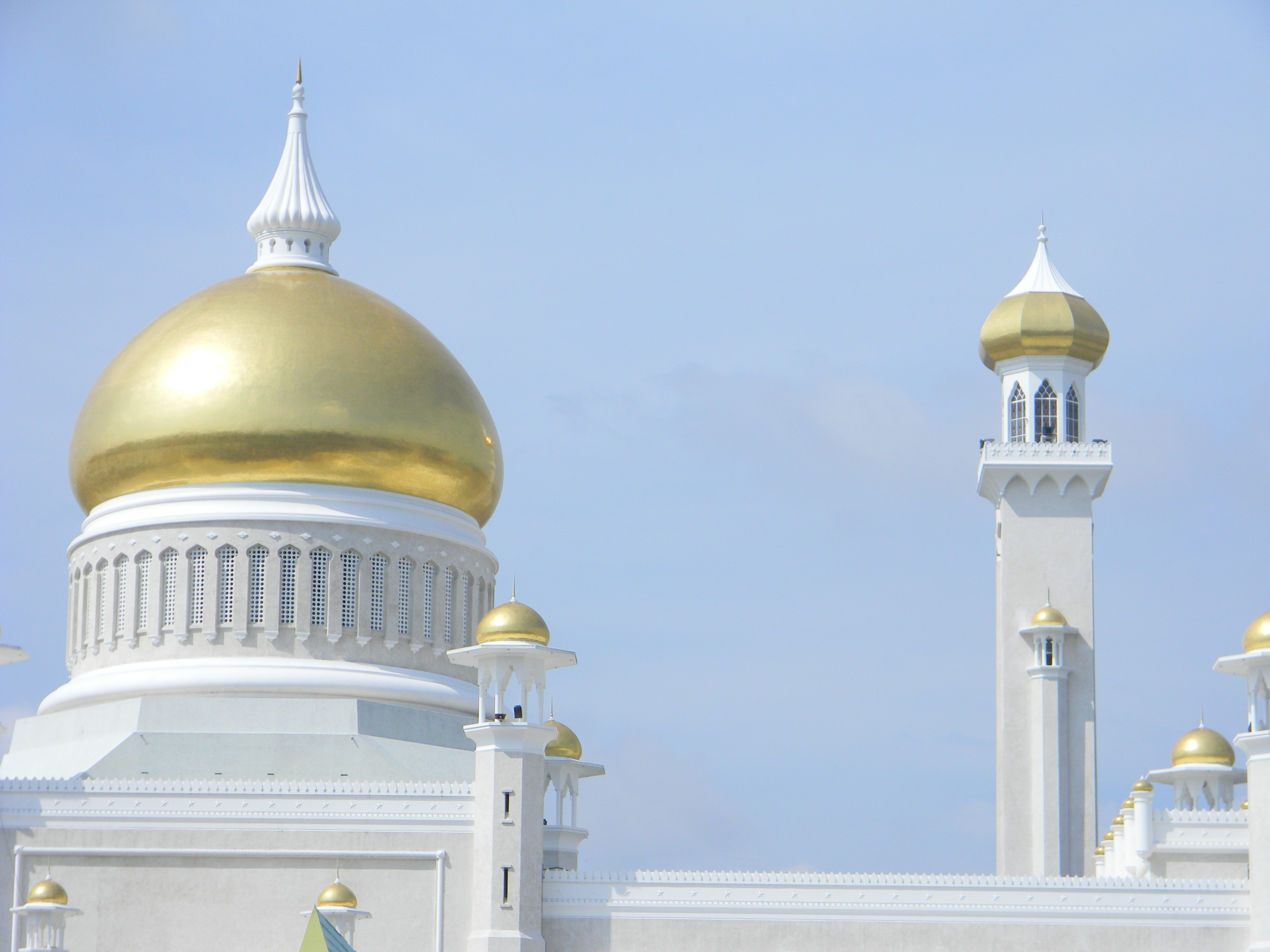
Kopuła meczetu i minaret (2010)
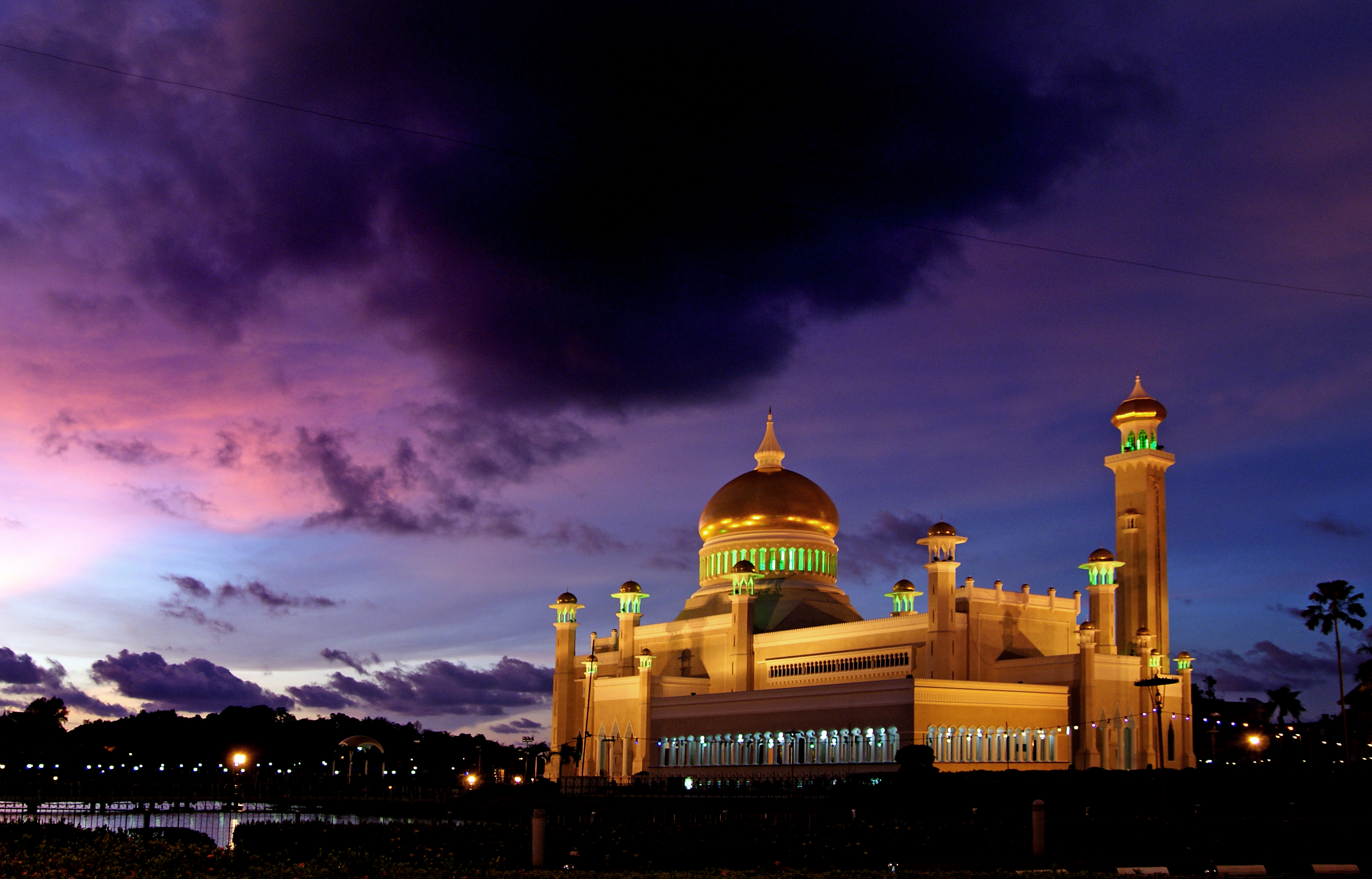
Meczet o zmierzchu (2009)
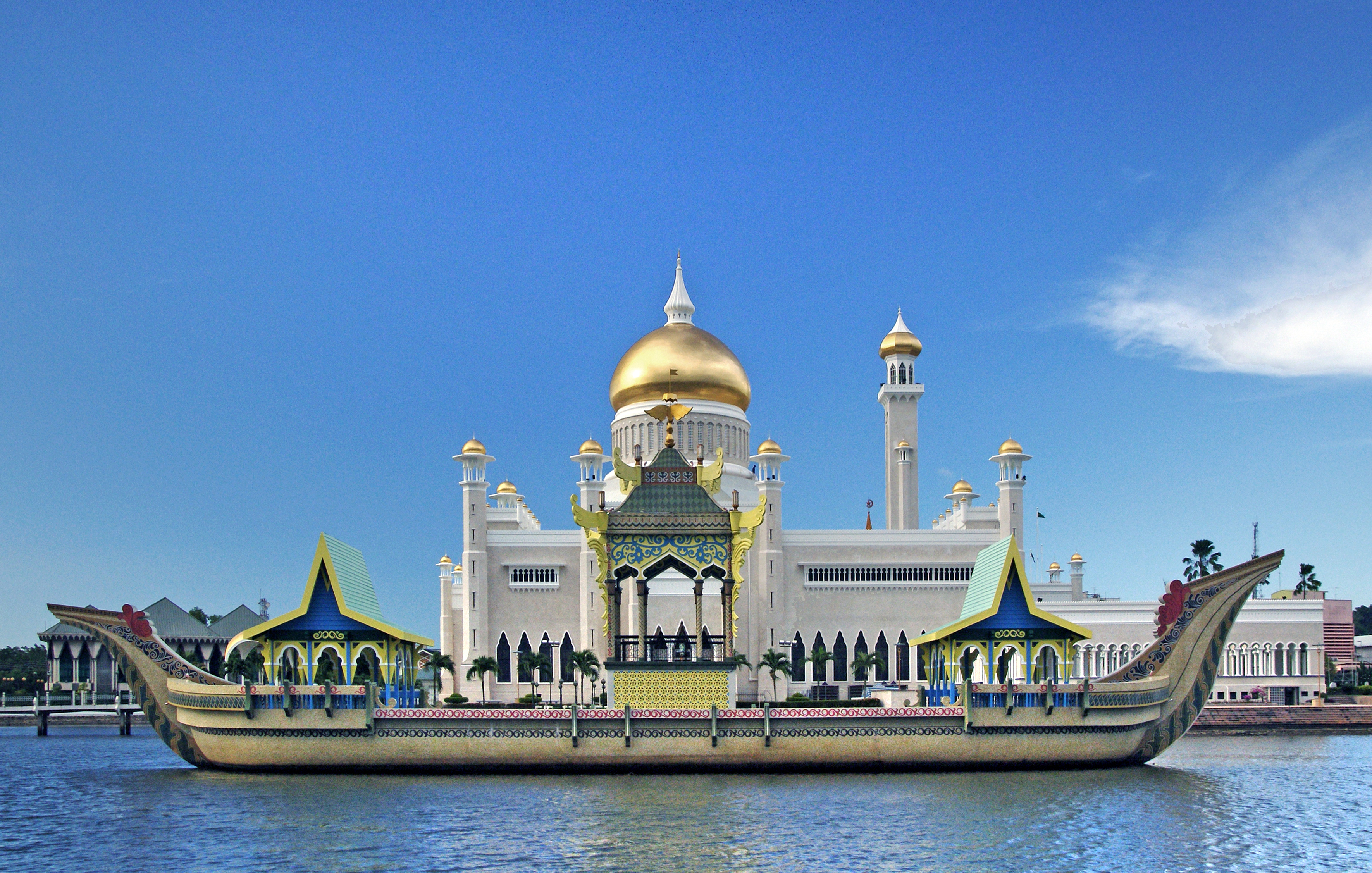
Meczet i barka ceremonialna (na pierwszym planie) (2009)
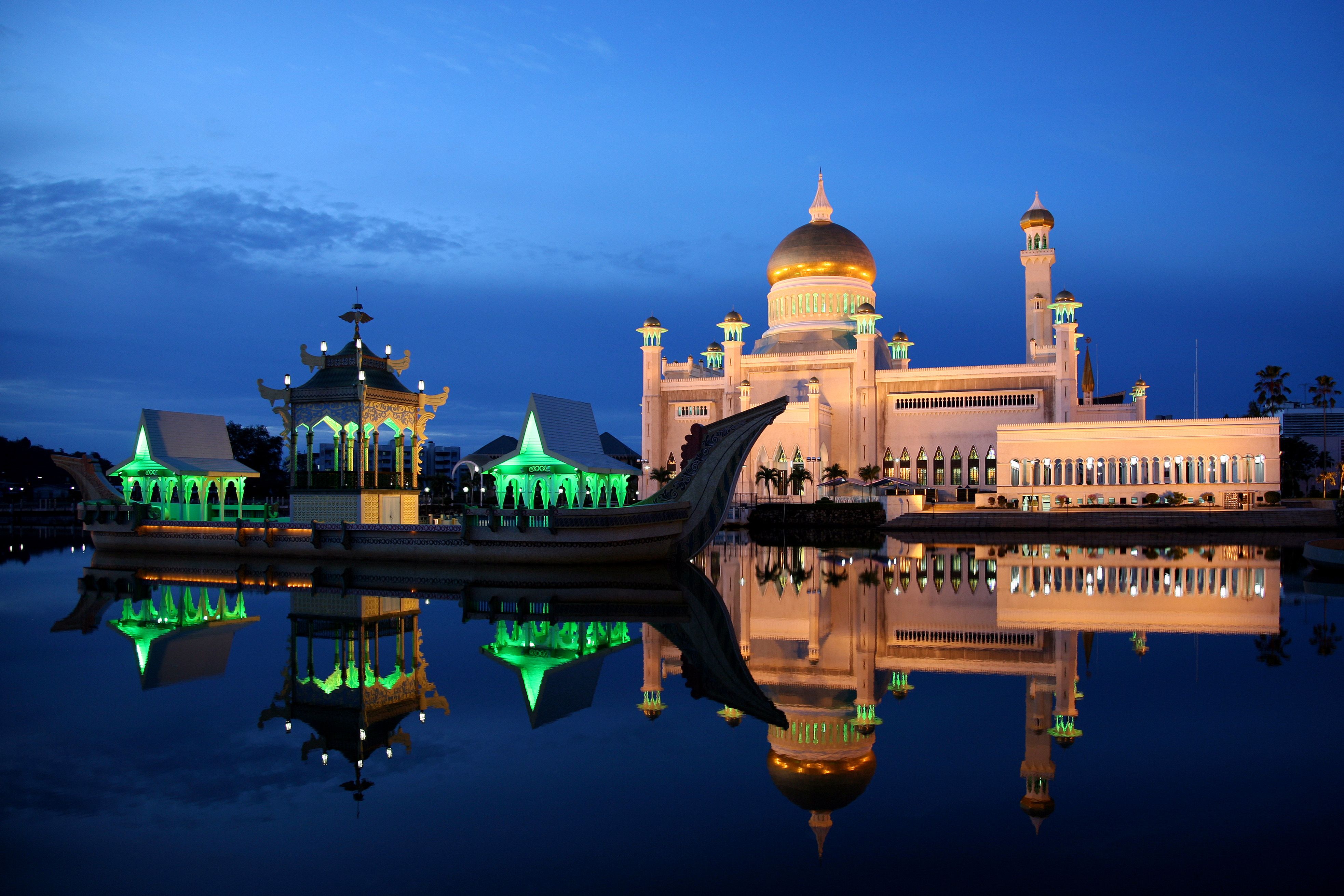
Meczet i barka ceremonialna o zmierzchu (2007)